# Guichard Joseph Duverney
Guichard Joseph Duverney, född 5 augusti 1648 i Feurs, Forez, Frankrike, död 10 september 1730 i Paris, var en fransk anatom. Han var sedan 1679 professor i anatomi vid Jardin du Roi i Paris. Av hans många avhandlingar kan särskilt nämnas de, som behandlar hörselorganen. Han skrev den första läroboken om öronsjukdomar, Traité de l'organe de l'ouïe (1683). Han var den förste upptäckaren av de sedermera så kallade Bartholins körtlar.

## Biografi

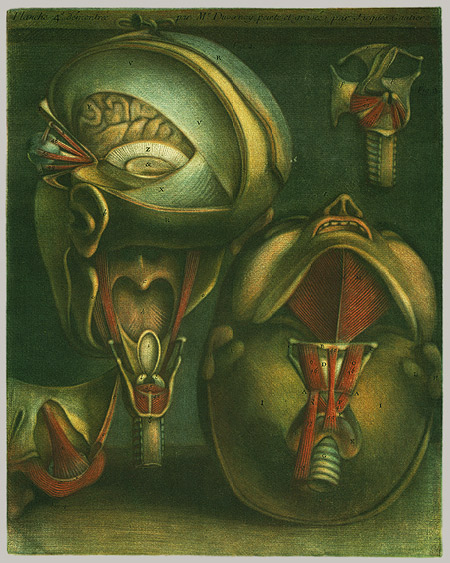
Tavla av Jacques Gautier d'Agoty, som visar musklerna i huvudet, publicerad 1747 i Du Verneys Myologie complete en couleur et grandeur naturelle

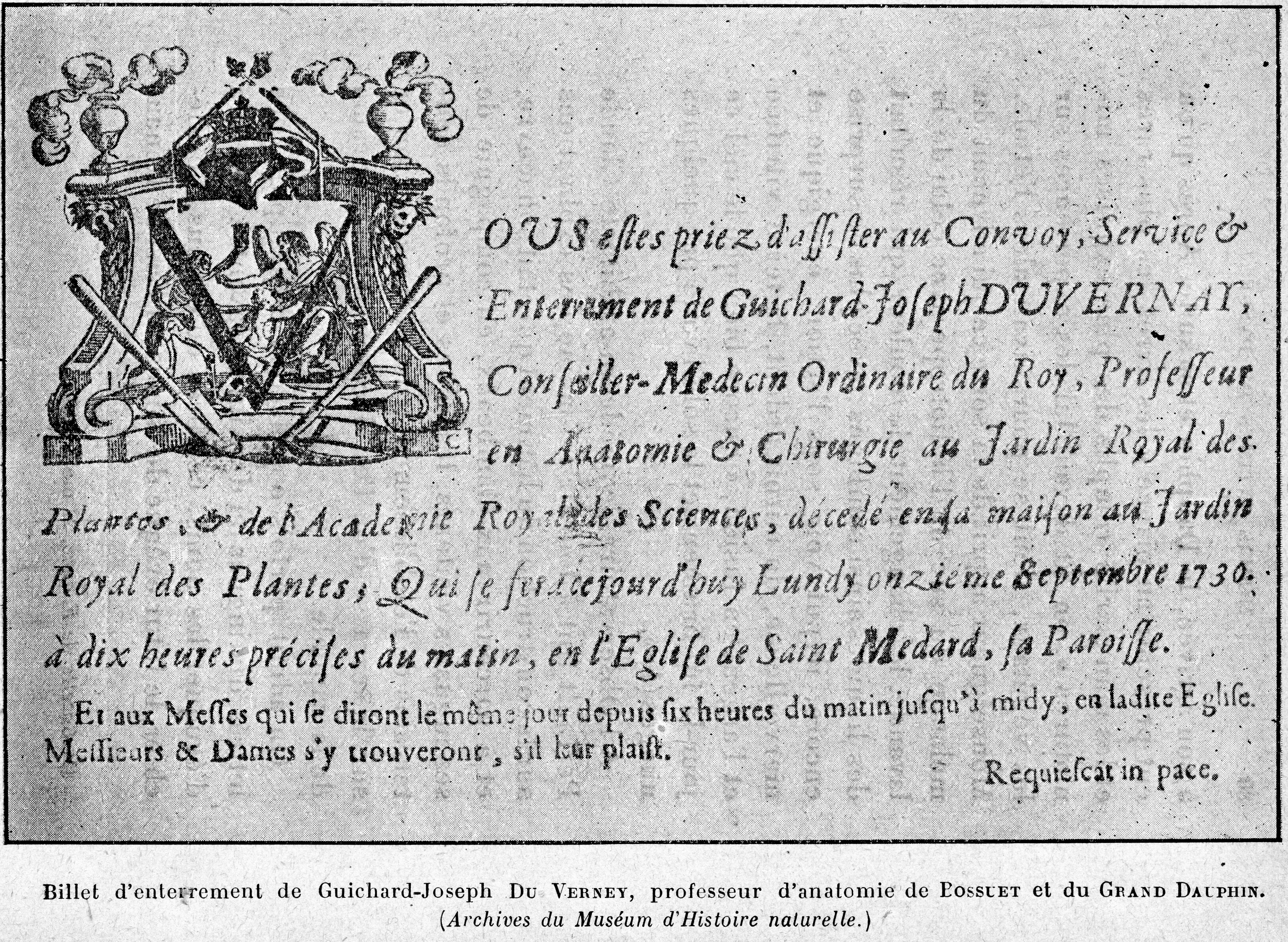
Guichard-Joseph Du Verneys begravningskort

Duverney var son till läkaren Jacques Duverny i det lilla samhället Feurs och dennes hustru, född Antoinette Pittre. Han studerade medicin i Avignon, där han 1667 tog sin läkarexamen. Kort därefter flyttade han till Paris. År 1676 blev han medlem av Académie des Sciences. Han anses av många vara grundaren av den vetenskapliga otologin.
Duverney är ihågkommen för sina anatomiska utställningar på Jardin du roi, där han 1682 fick en professur. Hans föreläsningar blev en attraktion även för lekmannapubliken.
Vid sidan av Claude Perrault och Jean Pecquet var han inflytelserik i förnyelsen av anatomiska studier. Några av hans elever, såsom Pierre Dionis, Jacques-Bénigne Winslow, Jean-Baptiste Sénac och François-Joseph Hunauld, nådde stor ryktbarhet. 

## Vetenskapligt arbete
Duverney publicerade ett av de tidigaste omfattande verken om otologi (Paris, 1683): Traité de l'organe de l'ouie, contenant la structure, les usages et les maladies de toutes les parties de l'oreille (”Avhandling om hörselorganen, som behandlar strukturen, funktionen och sjukdomarna i alla delar av örat”). I boken diskuterar han anatomi, fysiologi och sjukdomar förknippade med örat.
Duverneys teori om hörsel (som han utarbetade med hjälp av fysikern Edme Mariotte) överensstämde i grunden med vad fysiologen Hermann von Helmholtz senare föreslog i mitten av 1800-talet, förutom att han trodde att höga ljudfrekvenser skulle ha resonans nära öronsnäckans spets, och låga frekvenser nära basen (Domenico Cotugno dementerade detta 1760).
År 1683 identifierade Duverney en tinningbentumör, som tros vara den tidigaste beskrivningen av kolesteatom. Han insåg vikten av örontrumpeten och dess roll med att justera lufttrycket i trumhålan. Men han trodde att örontrumpeten alltid var öppen och fungerade som en ventil till luften när trumhinnan rör sig in och ut.
Duverneys kliniska arbete ledde till den postuma publiceringen av Maladies des os ("Sjukdomar i benen"), en bok som innehåller en beskrivning av den självbetitlade "Duverneyfrakturen" och den första fullständiga beskrivningen av osteoporos.